# Мочира (Марамуреш)
Мочира (рум. Mocira) насеље је у Румунији у округу Марамуреш у општини Реча. Oпштина се налази на надморској висини од 196 m.

## Становништво
Према подацима из 2002. године у насељу је живело 786 становника, од којих су сви румунске националности.